# IPhone 6 Plus
iPhone 6 Plus（アイフォーン シックス プラス）は、Appleが開発・販売していたiPhoneの第8世代目のモデルである。

## 概要
2014年9月10日、アメリカ・カリフォルニア州クパチーノのApple本社にてiPhone 6、Apple Watchとともに発表された。
2014年9月12日、日本では16:01から予約開始。日本国内ではソフトバンクモバイル（以下ソフトバンク）とKDDI・沖縄セルラー電話連合（以下au）、NTTドコモ（以下ドコモ）から販売されたほか、Apple StoreではSIMフリー版も販売された。
2014年9月19日、オーストラリア、日本、香港、シンガポール、ドイツ、フランス、イギリス、カナダ、アメリカ合衆国、プエルトリコ（時差順）で先行発売。
2019年9月19日より提供が開始されたiOS 13では、iPhone 5s / iPhone 6と共にサポート対象外となった。なお、2025年2月現在、iOS 12のサポートは続いている。

## 特徴
これまでのiPhoneは複数のモデルが発表される際もディスプレイのサイズが統一されていたが、今回は異なる2種類のサイズのモデルが開発されており、本機種は5.5インチ（1920 x 1080ピクセル、401ppi）とiPhoneでは初となる5インチ以上の画面サイズを搭載した機種でiPhone 6の画面を大型化した上位機種である。
画面サイズがアップした事により表示される情報量も増えており、例えばメール一覧の場合、iPhone 6では最大5件だが、本機種では最大6件表示する事が可能となっている。但しアプリの開発者がiPhone 6 Plus対応を表明しない場合は情報量は増えず文字などの表示の大きさがらくらくホンのように大きくなる。この大画面を活かす形で、iPadのように横向き時に最適化された表示も可能となった。(ランドスケープモード)大画面化したことに合わせて、ホームボタンをダブルタップする（この際は押下しない）ことで、画面表示を一時的に下げて操作しやすくする機能（簡易アクセス）も追加されている。また、「Retina HD display」と称する新ディスプレイを搭載。コントラスト比が1300:1と従来機よりも向上し、紫外線を使っての液晶を精密に配置する「光配向プロセス」によって正確に並んだ液晶により、従来よりも黒をはっきりと表示することが可能となった。また、デュアルドメインピクセルによって視野角を向上している。
ディスプレイサイズの大型化に伴い、本体サイズも大きくなったものの、厚さに関しては7.1mmと従来機のiPhone 5sに比べて0.5mm薄くなっているため、使用または取扱いの際に折れ曲がる可能性がある。また、バッテリー持続時間も従来型より強化されている。
SoCにはApple A8を採用、iPhone 5sに搭載しているApple A7同様64bitアーキテクチャとなっており、パフォーマンスはCPUが25%、GPUが50％向上したとしている。モーションコプロセッサーにはM8を採用し、新たに気圧計を組み入れたことで高度情報の取得も可能となった。
背面カメラのiSightは、センサーサイズやF値はiPhone 5sから据え置きとなっているが、新規に開発されたFocus Pixelsによりオートフォーカス性能が向上し、顔検出機能の性能向上が可能となった。ビデオ撮影では60fps/30fpsの1080pHDビデオ撮影（iPhone 5sは30fpsのみ）、240fps/120fpsの720pスローモーション撮影（iPhone 5sは120fpsのみ）、タイムラプスビデオ撮影などに対応している。さらに本機のみ、光学手ぶれ補正を搭載している。また、前面カメラのFaceTimeカメラはF値が2.2と明るくなった。
ラインナップには128GBモデルが初めて登場したが、従来存在した32GBは廃止されたため、16GB・64GB・128GBの3モデル体制となった。本体カラーはiPhone 5sと同じく、スペースグレイ・ゴールド・シルバーの3色が販売される。
さらに、新機能としてNFC機能が追加され、Appleが新規に始めるモバイル決済サービス「Apple Pay」に対応する。ただし、発売当初はApple Pay専用となり、他の決済サービスや端末のペアリング、ICタグの読み取りなどには使えない。

### 通信システム
通信関係ではLTEの通信速度が最大150Mbpsに向上したほか、キャリアアグリゲーションにも対応した。さらに最大20の周波数帯域に対応し、特にTD-LTEは、iPhone 5s/5c（中国対応モデル）ではBand 38から40までサポートされていたのが、今回新たに日本ではWiMAX2+とAXGPで使用されているBand 41にも対応している。また、VoLTEでの通話も可能となった。Wi-FiはIEEE 802.11acに対応したほか、一部キャリアではWi-Fiを介して携帯電話網に通話ができるWi-Fi Callingに対応する。
日本での通信環境では、iPhone 5s/5cで対応している帯域に加え、上述の通り2.5GHz帯TD-LTE（Band 41）と2015年以降にサービス開始予定の700MHz帯（Band 28）を新たにサポートしているが、1.5GHz帯（Band 11、21）はサポートしていない。ドコモは1.5GHz帯を除くトリプルバンドで通信を行い、1.7GHz帯で最大150Mbpsの通信が可能となる。auは2.1GHz帯とN800MHz帯とのキャリアアグリゲーション（LTE-Advanced、最大150Mbps）に対応するほか、WiMAX2+（最大110Mbps）での通信も可能となる。ソフトバンクもAXGPを使用したSoftBank 4G（最大110Mbps）に対応、iPhoneでは初のHybrid 4G LTE端末となる。また、2015年以降開始予定のキャリアアグリゲーションにも対応を予定している。また、2015年4月9日にリリースされたiOS 8.3とキャリア設定アップデートを適用することで、3キャリア共にVoLTEによる通話が可能となっている。

### 急速充電の仕様
iPhone 6 Plusを急速充電するには、Apple 10W USB電源アダプタもしくは、Apple 12W USB電源アダプタを使用する必要がある。急速充電を行うと30分で50%近くまで充電できる。MacのUSBポートでも最大2.1Aで急速充電が出来る。

## 発売日でのトラブル
日本では本機で初めて発売当初からSIMフリー版が発売されたが、販売したApple Storeには中国人やそれに雇われたと思われる人たちが大量に並ぶ現象が発生した。このうち銀座店や表参道店では中国人たちが割り込んだことによるトラブルが発生、心斎橋店では完売に怒った中国人100人近くが店になだれ込んで大声を上げたり暴れるなどして、いずれも警察が出動する事態となった。
要因としては、当初iPhone 6/6 Plusが中国国内での発売時期が未定であったこと、日本で発売されたモデルが中国でも使える仕様でありSIMフリー版も当初から発売されたこと、中国ではプレミアがつき高値で売れること、円安が進み中国から見れば安く買えることなどが要因となって、転売を行う為に中国人バイヤーが大量に押し寄せたものとみられている。しかしほどなく中国でも10月に発売されることが決まり、価格は暴落。借金で自殺する転売業者も出る騒ぎとなった。
一方でApple側もこのようなトラブルを防ぐために、翌年のiPhone 6s/6s Plusでは中国での発売日をアメリカや日本などと同日にしたほか、発売日当日は事前予約販売を徹底化させ、当日の予約無しでの販売を無くすなど対策を講じている。

## 不具合

### カメラの不具合
2014年9月から2015年1月に販売したiPhone 6 Plusのうち、特定のシリアル番号の個体に搭載されているiSightカメラの不具合でコンポネントの一部が故障し、撮影した写真がぼやけて見える場合があり、iSightカメラを無償で交換するとAppleが発表。

### パフォーマンス低下
iPhone 6 Plusは,iPhone 6より解像度が高いのにもかかわらずメモリをiPhone 6と同じ1GBしか搭載していないためパフォーマンスが低下する場合がある（公式に発表された訳ではない）。